# Pegasus (Satellit, 1965)

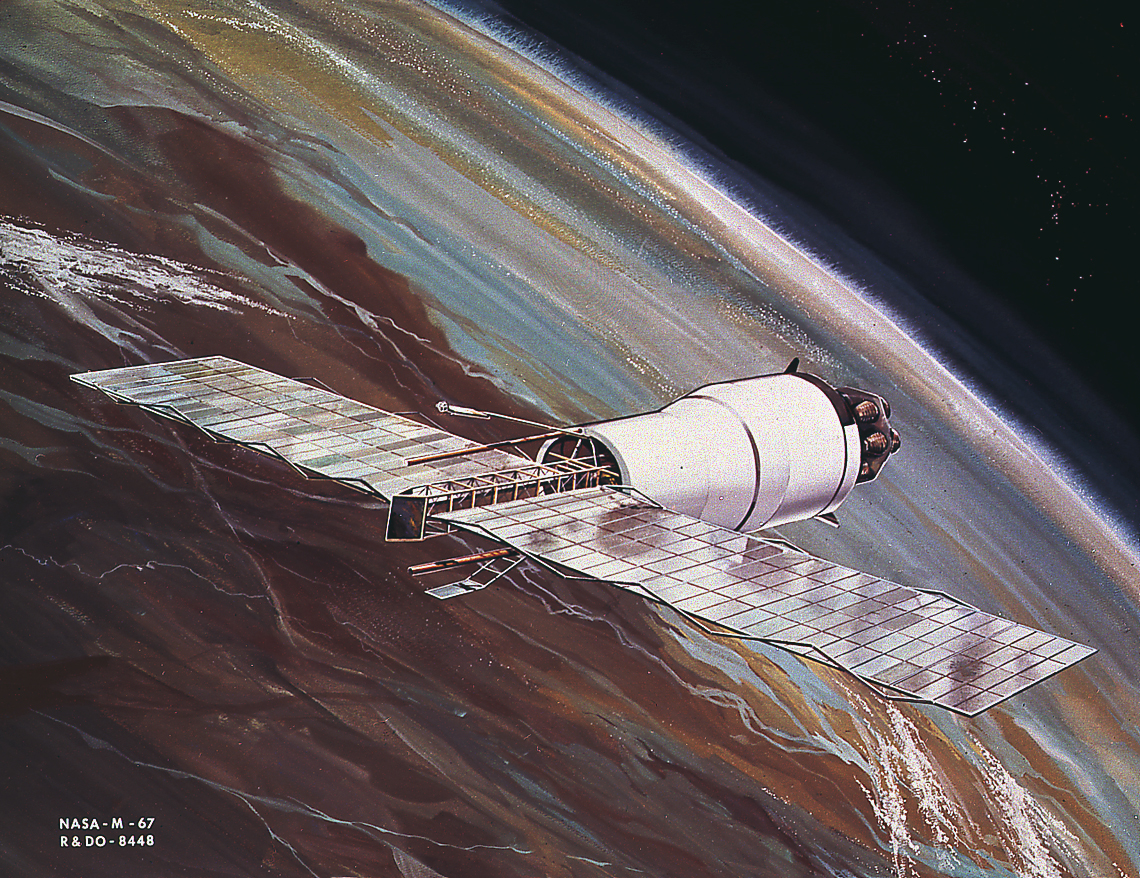
Pegasus-Satellit

Pegasus war eine Serie von drei Satelliten der NASA, die 1965 zur Erforschung der Häufigkeit von Mikrometeoriten gestartet wurden.
Die Pegasus-Satelliten besaßen zwei große ausfahrbare Detektorflächen von insgesamt über 200 m² Fläche, die der Satellit nach links und rechts ausbreitete und die Mikrometeoriten beim Ein- bzw. Durchschlagen registrierten. Alle drei Satelliten wurden mit einer Saturn I gestartet und blieben mit der Oberstufe der Rakete verbunden. Satellit und Raketenstufe waren mit einer Masse von je insgesamt 10,5 t die bis dahin schwersten Nutzlasten, die in eine Erdumlaufbahn gebracht worden waren. Die Satelliten alleine wogen je 1450 kg.

## Missionen

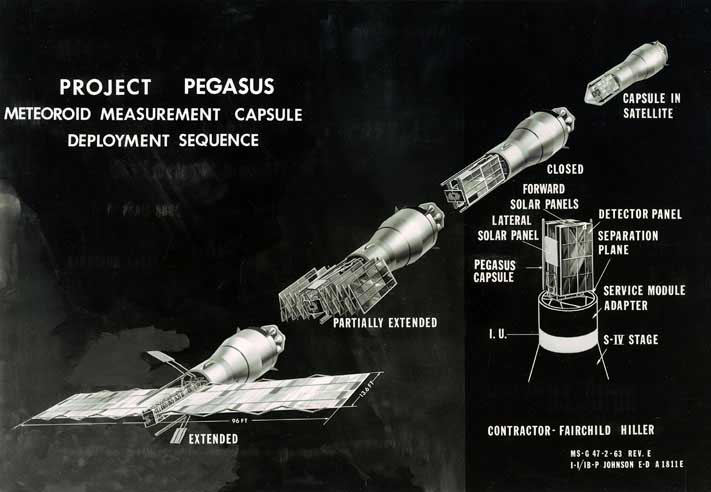
Entfaltungssequenz eines Pegasus-Satelliten

- Pegasus 1 wurde am 16. Februar 1965 gestartet und in eine Umlaufbahn mit einer Neigung von 31,7 Grad gebracht. Das Perigäum betrug anfangs 510 km, das Apogäum 726 km.
- Pegasus 2 wurde am 25. Mai 1965 gestartet und in eine Umlaufbahn mit einer Neigung von 31,7 Grad gebracht. Das Perigäum betrug anfangs 502 km, das Apogäum  740 km.
- Pegasus 3 wurde am 30. Juli 1965 gestartet und in eine Umlaufbahn mit einer Neigung von 28,9 Grad gebracht. Das Perigäum betrug anfangs 441 km, das Apogäum 449 km.